# Adelotus brevis
Az  Adelotus brevis  a kétéltűek (Amphibia) osztályának békák (Anura) rendjébe, a mocsárjáróbéka-félék (Limnodynastidae) családjába, azon belül a monotipikus Adelotus nembe tartozó egyetlen faj. Magyar neve, az ausztrál unkabéka forrással nincs megerősítve.

## Nevének eredete
Tudományos nevét a latin adelotus (láthatatlan) és brevis (rövid) szavakból alkották.

## Előfordulása
Ausztrália endemikus faja. A kontinens keleti felén a Nagy-Vízválasztó-hegységtől keletre a Csendes-óceánig, a Queensland állam középső részén elterülő Eungella Nemzeti Parktól Új-Dél-Wales északkeleti részéig honos.

## Megjelenése
Háta rendszerint barna, de akár olajos színű vagy fekete is lehet, szabálytalan sötétebb mintázat tarkítja; rajta alacsony, hosszanti bőrkinövések, szemölcsök lehetnek. Szemei között általában pillangó alakú mintázat látható. Hasi oldala feltűnő: fekete-fehér márványos mintázatú, ágyéka környékén és hátsó lábain élénkvörös foltokkal. A hímek és a nőstények hasmintázata különbözik. Ujjai hengeresek és nincs köztük úszóhártya.
Az  Adelotus brevis  Ausztrália egyetlen olyan békafaja, melynél a nőstény kisebb a hímnél. A hímek elérhetik az 5 cm-es hosszúságot, míg a nőstények mérete csak 4 cm. A faj angol neve, a tusked frog (agyaras béka) a megjelenésére utal, mivel alsó állkapcsán egy pár agyarszerű kinövés látható, melyek hossza akár 5 mm is lehet. Az agyarak csak nyitott száj esetén látszanak. 
Ez a módosult fogakból álló kinövés az alsó álkapocsból nyúlik ki és zárt száj esetén a felső álkapocsban kialakult barázdába illeszkedik. Az „agyarak” hegyesek és enyhén íveltek, mind a hímeknél mind a nőstényeknél megtalálhatók, bár a hímek esetében nagyobb méretűek.
Megfigyelések szerint a hím egyedek a szarvasokhoz hasonlóan összeakasztják agyarukat, így próbálnak fölényt szerezni a másik felett. A hímeknek testméretükhöz képest aránytalanul nagy fejük van, a nőstények feje arányaiban kisebb. A hímek harcolnak is egymással, ilyenkor a másik fejének alsó részét és a nyakát harapják. Feltehetően az ilyen viselkedés vezetett a nemi kétalakúsághoz, mellyel a harc sikere növekedett.

## Életmódja
Élőhelyét gátak, árkok, elárasztott legelők, patakok, szklerofill (száraz levelű) erdők alkotják. A tengerszinttől egészen a magas hegységekig előfordulhat, bár számos hegyi populációja csökkenő méretű, különösen Új-Dél-Wales állam fennsíkjain.
A hímek a folyók és a vizek mentén építenek fészkeket az avarba és a növényzetbe. A nőstényeket szeptembertől decemberig a fészkekből hívják énekükkel. A szaporodás tavasszal és nyáron történik, a nőstények habágyba helyezik a mintegy 600 petét, védve őket a napsütéstől. A peték fehérek, pigmentáció nélküliek. A peték néhány nap alatt kikelnek, kikelésükig a hímek őrzik őket. Az ebihalak jellegtelen barna színűek, 2–3 hónap alatt 3–3,5 cm-esre nőnek, ekkor kezdődik meg az átalakulásuk. A fejlődés átlagosan 71 napig tart.

## Természetvédelmi helyzete
A vörös lista a mérsékelten fenyegetett fajok között tartja nyilván. Populációját erősen veszélyezteti a chytridiomycosis nevű gombás betegség. Az Új-Dél-Wales állam déli fennsíkján élő populáció fenyegetett besorolású, mivel a fennsík többi részéről már eltűnt a faj.
A fajra nézve a városi és a mezőgazdasági fejlődés jelenti a legnagyobb veszélyt, mivel főként ezek okozzák élőhelyének pusztulását. A betelepített fajok, például a ragadozó Gambusia holbrooki halfaj a békafaj további hanyatlását jelentik, a gyomnövények egyes fajai pedig elnyomják az Adelotus brevis természetes környezetét jelentő növényfajokat.

## Galéria

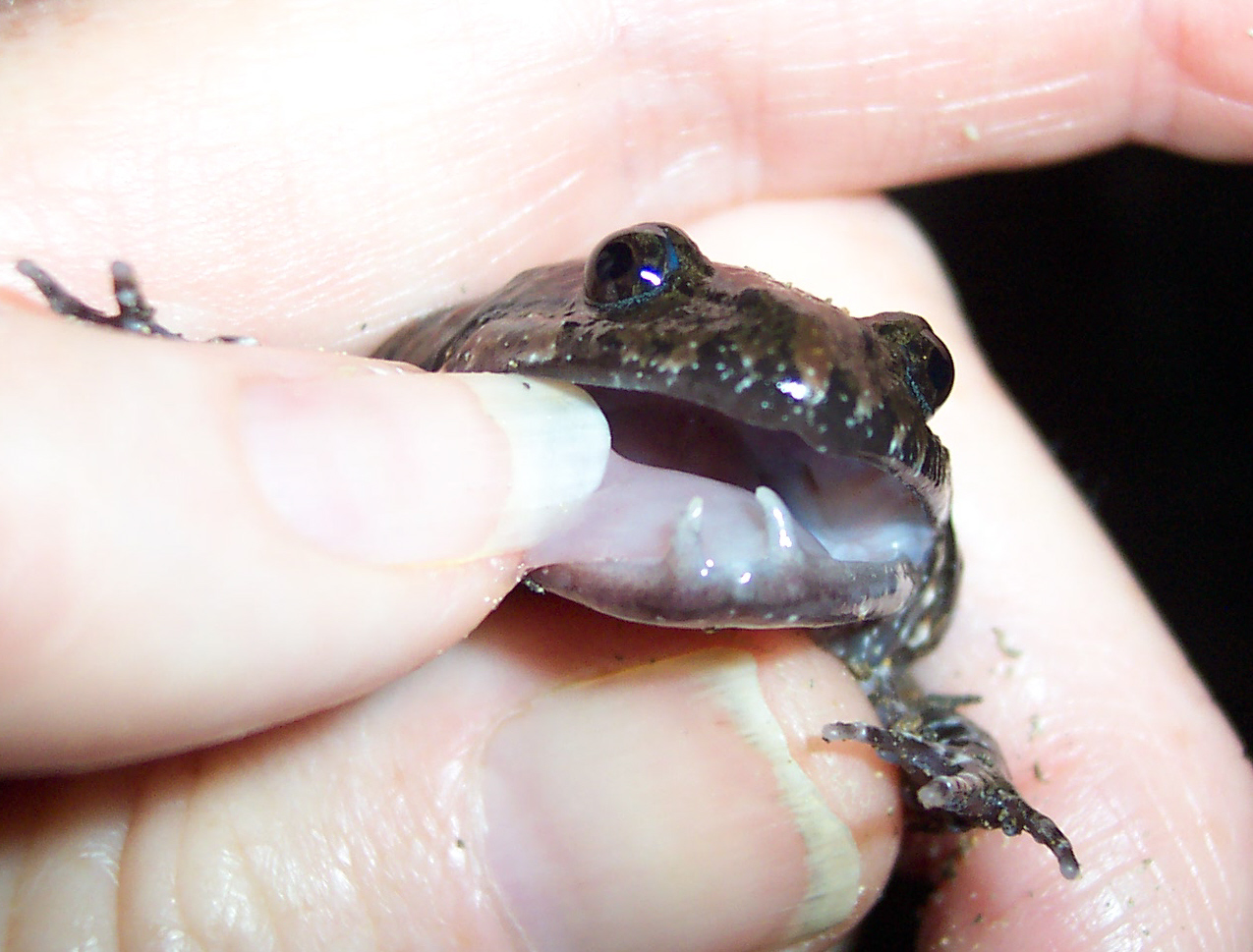
Egy hím Adelotus brevis agyarai
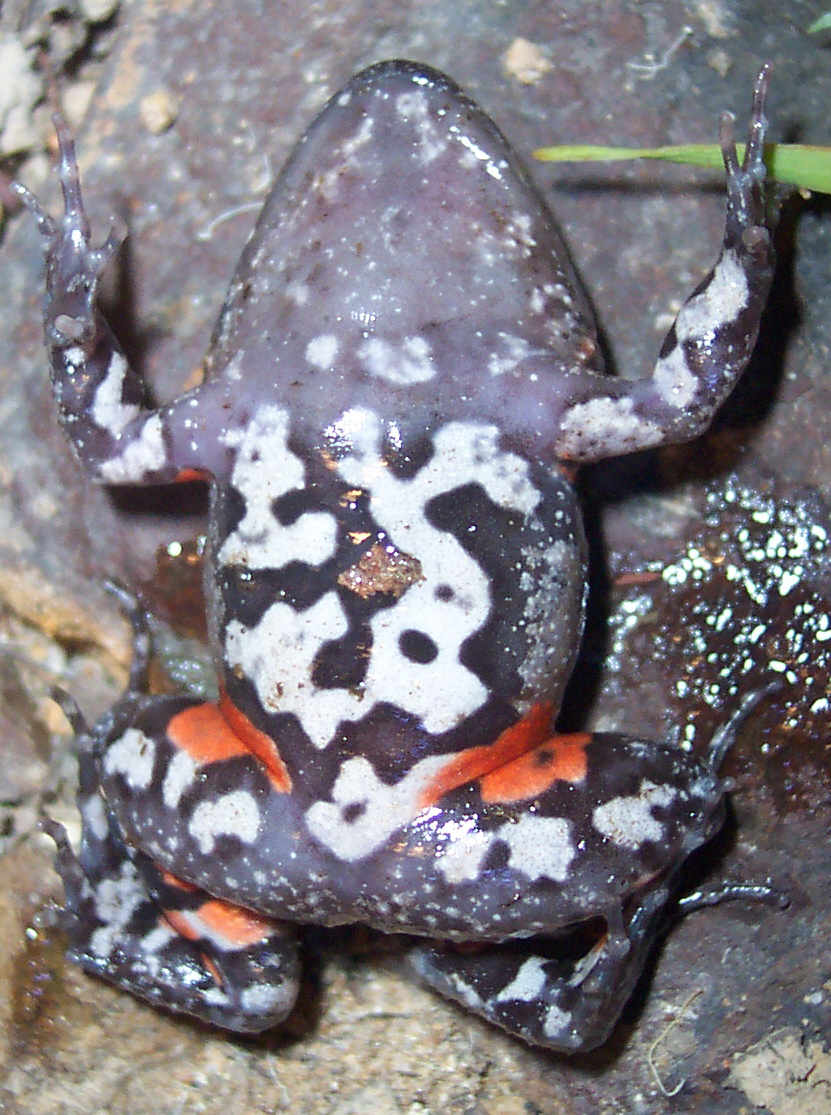
Hasi oldala
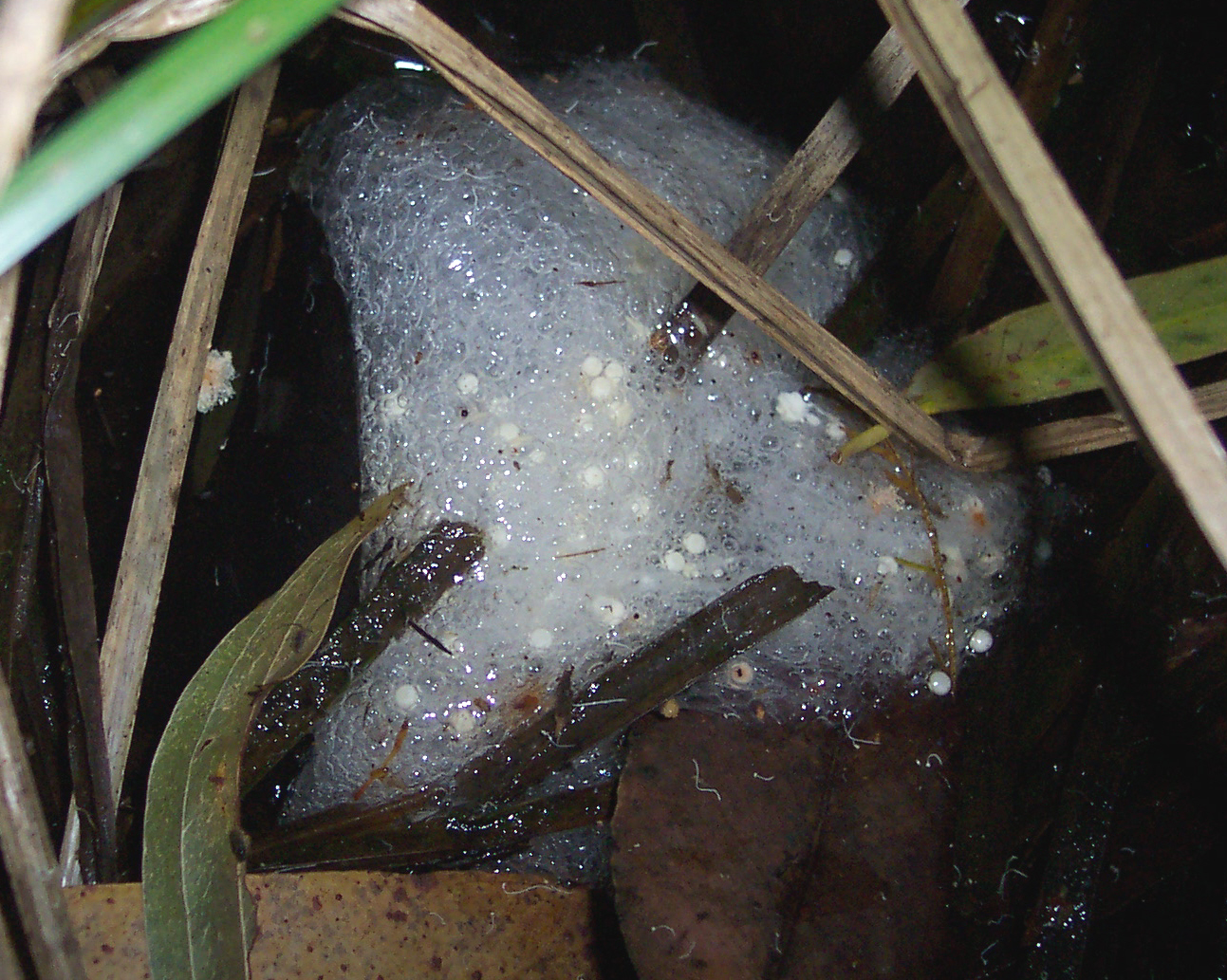
Pigmentáció nélküli petéi a habfészekben
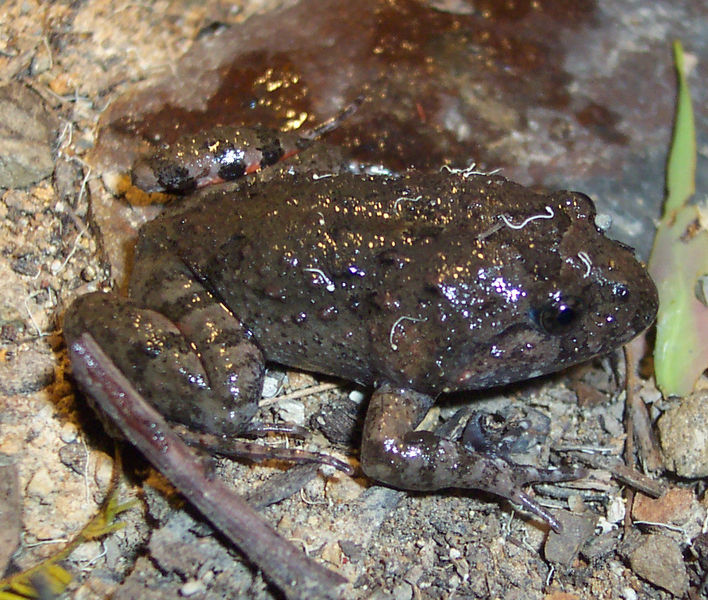
Egy hím példány